# 악셀 폰 페르센
한스 악셀 폰 페르센(스웨덴어: Hans Axel von Fersen, 1755년 9월 4일 ~ 1810년 6월 20일)은 스웨덴의 정치가이자 군인이다. 스웨덴 왕실보다 더 부유했던 스웨덴 명문 귀족 페르센가(von Fersen) 출신의 왕실 고문관인 프레드릭 악셀 폰 페르센 후작의 아들로 백작의 지위를 받았다. 스웨덴 국왕 구스타프 3세의 최측근으로 스웨덴을 위해 외교를 담당했으며 많은 유럽 국가간의 우호를 다졌다.
오스트리아의 황녀이자 프랑스 왕비 마리 앙투아네트의 총신이자 연인으로 알려져 있으며 루이 16세와 좋은 관계를 유지했다. 그는 프랑스를 비웠을 때에만 조세핀(Joséphine)에게 보내는 편지를 썼는데 마리 앙투아네트의 풀네임이 Marie Antoinette Joséphine Jeanne이라 조세핀과 마리 앙투아네트를 동일인이라고 보는 시각이 우세하다. 자신의 아버지에게 쓴 편지들 중에서 현재까지 남아있는 것들을 보면 그가 마리 앙투아네트를 우아하고, 따뜻하며, 약한 사람을 배려해주면서, 자식에게 자상했던 이상적인 어머니상이자 왕비상으로 생각했음을 알 수가 있다.
악셀 폰 페르센 백작은 외교관이면서 군인이기도 해서 출정을 많이 나갔기 때문에 한번에 오랜 기간 동안에 프랑스에 머문 적은 없었다. 페르센 백작은 외교관답게 사교적이고 활달한 성격으로 그 당시의 풍습에 따라 다른 왕족이나 귀족들처럼 사교계에 진출하여 여러 연인을 뒀으나 결혼을 해서 가정을 꾸리는 것은 원치 않았다. 그는 평생 마리 앙투아네트의 기사로 그녀를 사랑하며 살았다고 전해진다.

## 생애

### 유년기
아버지 프레드릭은 프랑스를 제2의 고향으로 사랑했고, 집에서는 프랑스어로 말했다고 한다. 페르센은 키가 크고 호리호리하며 단아한 용모를 지닌 웅변가로 성장했다. 유럽을 3년간 유학하여 귀족에게 필수적인 지식을 습득하여 1773년 12월, 18세의 나이에 프랑스 파리의 사교계에 데뷔했으며 순식간에 파리의 상류층 여성들에게 인기를 끌며 유명인사가 되었다.

### 청년기
1774년 1월, 파리 오페라의 가면 무도회에서 프랑스 왕태자비 마리 앙투아네트를 만났다. 마리 앙투아네트에게는 이미 많은 총신이 있었지만, 동갑이라서 점차 친해졌다. 이런 우호적 관계에는 스웨덴의 국익을 바라는 구스타프 3세의 의도가 있었다고 전해진다. 1774년 5월, 루이 15세가 죽고 루이 16세가 왕위에 오르자 마리 앙투아네트는 왕비가 되었고 혹여 나쁜 소문이라도 나서 누가 될까봐 스웨덴으로 바로 귀국해 미국 독립 전쟁(1776년 - 1783년)에 참가하였다. 1778년이 돼서야 다시 프랑스로 돌아 왔고, 프랑스 왕실로부터 스웨덴인 연대장에 임명되었다. 이후 구스타프 3세와 함께 유럽 국가를 순방하였으며, 1785년부터 파리에 거주하며 마리 앙투아네트를 도왔다. 1788년에는 제1차 러시아-스웨덴 전쟁에 참가해 승리로 이끌며 유럽에서 스웨덴의 국제적 지위를 향상시켰다.

### 프랑스 혁명 전쟁
1789년 7월, 혁명군의 봉기로 프랑스 혁명이 발발하자 1791년 6월, 프랑스 국왕일가의 망명을 돕지만 바렌느 사건은 실패로 돌아간다. 1792년 2월, 페르젠 백작은 위험속에서도 프랑스 국왕 부부를 만나러 프랑스에 다녀온다. 1792년 3월, 구스타프 3세가 암살 되자 스웨덴은 프랑스 혁명 전쟁에 참가할 명분이 없어졌고 구스타프 4세가 제위에 오르는 것을 돕게되며 페르센 백작은 더 이상 프랑스 국왕 부부를 돕지 못하게 된다. 1792년 4월, 프랑스 혁명군의 오스트리아에 대한 전쟁선포로 프랑스 혁명 전쟁이 일어나고 1793년 1월, 프랑스 국왕 루이 16세가 처형되고 1793년 10월, 프랑스 왕비 마리 앙투아네트가 처형됐다. 백작은 브뤼셀에서 비보를 듣고 매우 비통해하며 해마다 국왕 부부를 애도했다고 전해진다. 전쟁은 지속되었고 1798년 1월, 페르센 백작은 오스트리아를 위해 프랑스 혁명 전쟁의 종결을 목표로 한 제2차 라슈타트 회의를 중재하였다.

### 최후
1810년 6월 20일, 스톡홀름에서 왕 다음으로 높은 스웨덴 최고 공식 순위를 가진 제독의 신분으로 스웨덴 왕으로 옹립된 덴마크 왕자 칼 아우구스트스를 독살했다는 누명을 쓰고 폭도에 가담한 선원 오토 요한 텐더펠트에게 죽임을 당했다. 누명은 몇달 만에 벗겨졌으며 그의 장례는 국장으로 치러졌다.

## 서훈 내역
- 스웨덴 대십자장

## 관련 명언
1793년 1월 21일, 브뤼셀에서 마리 앙투아네트의 처형소식을 들은 페르센은 누이에게 보내는 편지에서 자신의 참담한 심정을 이렇게 남겼다.
| “ | 내가 살아가는 이유였으며, 단 한 순간도 사랑하지 않은 순간이 없었고, 내 모든 것을 바쳤고, 가슴 깊이 사랑하였으며, 수천 번이라도 내 목숨과 바꿀 수 있었던 여인이 이제는 없다. 이제 나는 어떻게 살아가야 할지 모르겠다. 사랑하는 누이여, 지금의 나는 그저 그녀의 곁에서 죽고 싶은 심정일 뿐이다. 오로지 그녀를 위하여… | ” |

## 같이 보기
- 마리 앙투와네트
- 바렌느 사건
- 구스타프 3세
- 프랑스 혁명
- 바렌느 사건